# Lago Joaquina Bier
O Lago Joaquina Rita Bier é um lago artificial localizado em Gramado. É cercado de casas, hotéis e araucárias adultas. O lago tem uma pequena ilha em seu interior. Em dezembro o lago se torna o palco para um dos espetáculos do Natal Luz. Localiza-se próximo ao Centro de Cultura de Gramado, a Rótula das Bandeiras e ao parque Mini Mundo.

## História
O lago foi criado por Leopoldo Rosenfeldt e foi uma homenagem a primeira nobre alemã, a nascer em solo gaúcho, Joaquina Rita Bier, de onde provém o nome do lago. Apesar disso, Joaquina Bier nunca morou em Gramado.

## Imagens adicionais

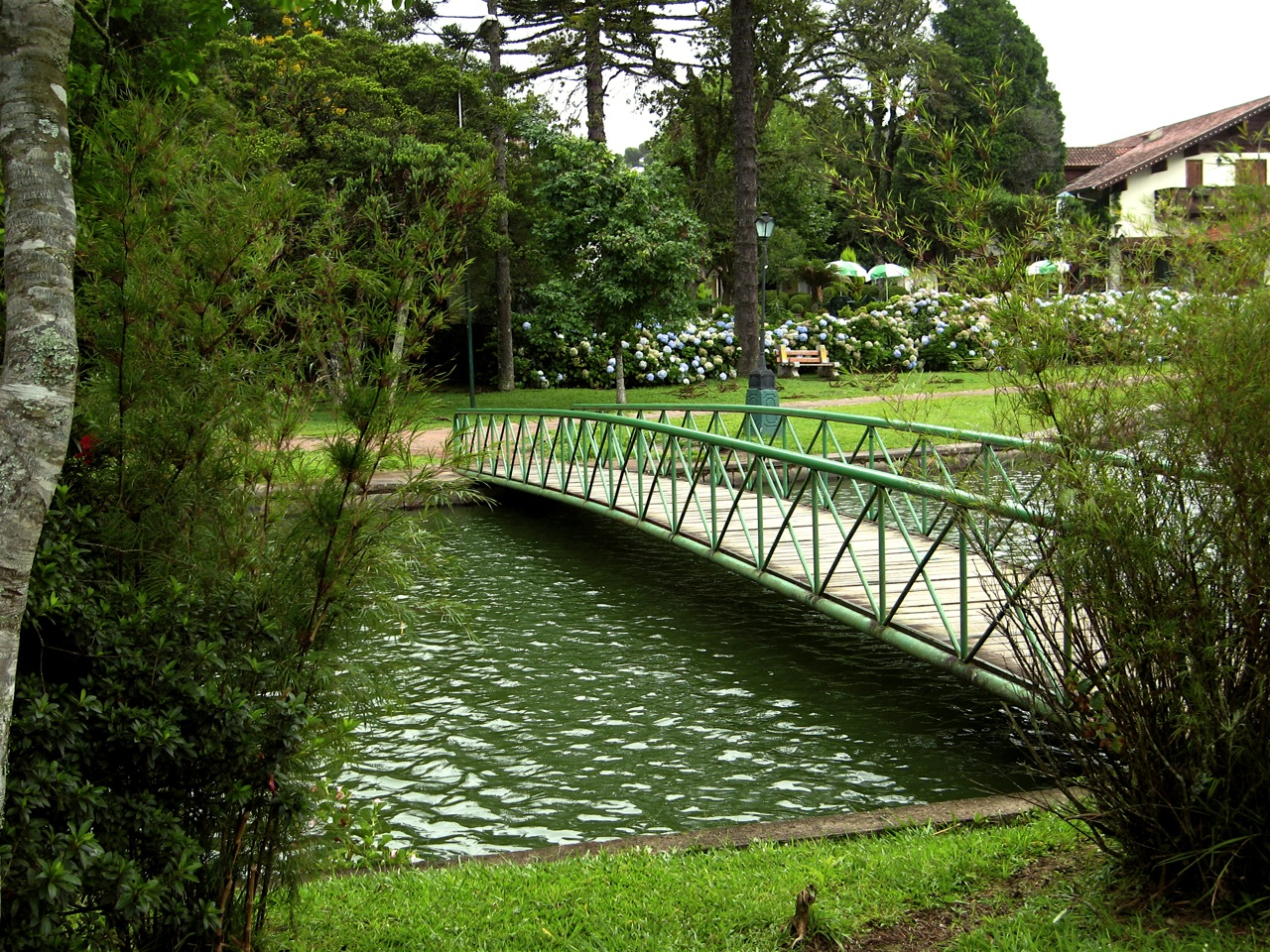
Ponte no lago